# Københavnska interpretacija
Københavnska interpretacija je izraz iz kvantne mehanike, ki so jo v letih 1925 do 1927 zasnovala Niels Bohr in Werner Heisenberg. Je ena najstarejših izmed številnih predlaganih interpretacij kvantne mehanike in ostaja ena najpogosteje poučevanih.
Po københavnski interpretaciji materialni delci na mikroskopski ravni pred merjenjem običajno nimajo določenih lastnosti (npr. pozicija delca). Kvantna mehanika lahko samo verjetnostno napove rezultate določene meritve. Meritev neke lastnosti delcev vpliva na celoten sistem, zaradi česar se niz verjetnosti takoj po meritvi zmanjša na samo eno od možnih vrednosti. To zmanjšanje verjetnosti je znano kot kolaps valovne funkcije.
V preteklih letih je bilo nekaj kritik razlage københavnske interpretacije, med drugim:
- občasni skoki med meritvami lastnosti delcev,
- verjetnostni element ob opazovanju,
- subjektivnost potrebe po opazovalcu,
- težave pri določanju merilne naprave in
- nujnost sklicevanja na klasično fiziko za opis »laboratorija«, v katerem se merijo rezultati.